# ناوشکن کلاس ارکوبوس
ناوشکن کلاس ارکوبوس (به انگلیسی: Arquebuse-class destroyer) یک کلاس از کشتی است که طول آن ۵۸٫۳ متر (۱۹۱ فوت ۳ اینچ) و ارتفاع آن ۳٫۲ متر (۱۰ فوت ۶ اینچ) می‌باشد.